# Zsár
Zsár (szlovákul Žiar) község Szlovákiában, a Zsolnai kerületben, a Liptószentmiklósi járásban.

## Fekvése
Liptószentmiklóstól 10 km-re északra, a Liptói-havasok lábánál, a Zsári-völgy végénél fekszik. A szomszédos Szmrecsánnal teljesen egybeépült.

## Nevének eredete
Neve a szlovák žiari (= erdőégetés) szóból származik.

## Története
A falu a 13. század végén erdőirtással keletkezett Szmrecsán határában. Először 1349-ben említik „Zar” néven. A szmrecsáni Szentiványi család birtoka volt. Lakói faszénégetéssel, fakitermeléssel, állattenyésztéssel foglalkoztak.
A 18. század végén Vályi András így ír róla: „ZSÁR. Zsiarani. Tót falu Liptó Vármegy. földes Ura Szmercsáni Uraság, fekszik N. Dobróczhoz nem meszsze, mellynek filiája; határjának fele síkos, fele hegyes, köves, legelője elég van.”
Fényes Elek 1851-ben kiadott geográfiai szótárában így ír a faluról: „Zsár, Liptó vm. tót f. 52 kath., 348 evang. lak. Sovány földe; szép erdeje; savanyuvizforrása van. F. u. Szmrcsányi.”
A trianoni diktátumig Liptó vármegye Liptószentmiklósi járásához tartozott.
A háború után lakói főként mezőgazdaságból, erdei munkákból éltek. 1944. október 28-án a környékbeli partizántevékenység támogatása miatt a németek felégették. Erre emlékeztet a Zsári-völgy torkolatában álló szlovák nemzeti felkelés emlékműve.

## Neves személyek
- Itt született 1884-ben Szent-Ivány József földbirtokos, politikus, író, a két világháború közötti szlovákiai magyar politika és közélet egyik kiemelkedő személyisége.

## Népessége
| Év:            | 1994. | 2004.   | 2014.   | 2024.   |
| -------------- | ----- | ------- | ------- | ------- |
| Emberek száma: | 420   | 417     | 444     | 483     |
| Eltérés:       |       | -0,71 % | +6,47 % | +8,78 % |

| Év:            | 2023. | 2024.   |
| -------------- | ----- | ------- |
| Emberek száma: | 476   | 483     |
| Eltérés:       |       | +1,47 % |

- 1715-ben 11 adózója volt.
- 1784-ben 24 házában 251 lakos élt.
- 1828-ban 42 háza és 400 lakosa volt.
- 1890-ben 50 háza és 413 lakosa volt.
- 1910-ben 492, túlnyomórészt szlovák lakosa volt.
- 2001-ben 421 lakosából 419 fő szlovák volt.
- 2011-ben 436 lakosából 422 fő szlovák.

## Nevezetességei
- Felette, 1300 m magasan van a zsári menedékház, felette sífelvonóval.
- A szlovák nemzeti felkelés emlékműve a zsári-völgy végénél.

## Külső hivatkozások
- Hivatalos oldal
- E-obce.sk Archiválva 2009. december 17-i dátummal a Wayback Machine-ben
- Községinfó
- Zsár Szlovákia térképén